# Otillåten påverkan
Otillåten eller otillbörlig påverkan är ett samlingsnamn för trakasserier, hot, våld, skadegörelse eller korruptionsförsök som syftar till ett åsidosättande av i demokratisk ordning beslutade regler. Otillåten påverkan anses därför inte enbart vara ett säkerhets- och arbetsmiljöproblem utan även utgöra ett hot mot demokratin..
Den kan rikta sig mot näringsliv, förtroendevalda, journalister, idrottsrörelsen, skolpersonal och i synnerhet mot tjänstemän inom offentlig förvaltning. Syftet med otillåten påverkan kan vara att tvinga fram eller förhindra exempelvis ett beslut, en inspektion, en tillsynskontroll, en ekonomisk utbetalning eller att påverka en rättsprocess. 
Begreppet innefattar handlingar som är olagliga, som olaga hot, skadegörelse av egendom eller misshandel, men också påtryckningar som inte är formellt olagliga men ändå har en negativ påverkan på någons yrkesutövning, som till exempel socialt tryck eller vissa trakasserier. Det har ingen betydelse om påtryckningen är laglig eller olaglig, negativ eller positiv, inte heller om den sker i direkt samband med en arbetsuppgift eller som hämnd under någons fritid.
Det är viktigt särskilja sådan påverkan som både är laglig och tillåten, exempelvis att överklaga ett beslut till högre instans eller få ett debattinlägg publicerat i en tidning. Det är först om påverkan strider mot god sed, etik och moral eller författning som den blir otillåten eller otillbörlig. 
Det finns intervjustudier och rapporter som visar att otillåten påverkan ökar. Det gäller även korruption där brottsstatistiken visar att värdet på mutor mellan år 2020 och 2021 ökat med 605 % till 117 miljoner kronor. Bland annat därför har Sveriges regering tillsatt en utredning som ska ge förslag på vilka åtgärder som behövs för att motverka otillåten påverkan och korruption.
Viss kritik har riktats mot att beskrivningen och reaktionerna som vidtas för att motverka otillåten påverkan är överdrivna.
https://bra.se/download/18.5484e1ab15ad731149e3542d/1490771005440/2017_Att_forebygga_och_hantera_paverkansforsok_handbok.pdf